# Liste der Baudenkmale in Rhade
In der Liste der Baudenkmale in Rhade sind alle Baudenkmale der niedersächsischen Gemeinde Rhade aufgelistet. Die Quelle der  Baudenkmale ist der Denkmalatlas Niedersachsen. Der Stand der Liste ist der 25. Oktober 2020.

## Allgemein
In den Spalten befinden sich folgende Informationen:
- Lage: die Adresse des Baudenkmales und die geographischen Koordinaten. Kartenansicht, um Koordinaten zu setzen. In der Kartenansicht sind Baudenkmale ohne Koordinaten mit einem roten Marker dargestellt und können in der Karte gesetzt werden. Baudenkmale ohne Bild sind mit einem blauen Marker gekennzeichnet, Baudenkmale mit Bild mit einem grünen Marker.
- Bezeichnung: Bezeichnung des Baudenkmales
- Beschreibung: die Beschreibung des Baudenkmales. Unter § 3 Abs. 2 NDSchG werden Einzeldenkmale und unter § 3 Abs. 3 NDSchG Gruppen baulicher Anlagen und deren Bestandteile ausgewiesen.
- ID: die Objekt-ID des Baudenkmales
- Bild: ein Bild des Baudenkmales, ggf. zusätzlich mit einem Link zu weiteren Fotos des Baudenkmals im Medienarchiv Wikimedia Commons. Wenn man auf das Kamerasymbol klickt, können Fotos zu Baudenkmalen aus dieser Liste hochgeladen werden:

## Rhade

### Gruppe: Kirchhof St. Gallus Rhade
Die Gruppe „Kirchhof St. Gallus Rhade“ besteht aus dem Kirchhof mit der Kirche St. Gallus. Sie hat die ID 51965726.

| Lage                                      | Bezeichnung | Beschreibung | ID       | Bild           |
| ----------------------------------------- | ----------- | --- | -------- | -------------- |
| Hauptstraße 12 53° 19′ 45″ N, 9° 6′ 56″ O | Kirche      | Rechteckige verputzte Saalkirche von 1768 mit Satteldach, Westturm aus Backstein mit kupfernem Knickhelm um 1860 | 31027258 | Weitere Bilder |
| Hauptstraße 12 53° 19′ 45″ N, 9° 6′ 56″ O | Kirchhof    | Kirchhof als Grünfläche mit zahlreichen Grabmalen                                                                | 51965691 |                |

### Einzelbaudenkmale
| Lage                                     | Bezeichnung              | Beschreibung                                                                            | ID       | Bild |
| ---------------------------------------- | ------------------------ | --------------------------------------------------------------------------------------- | -------- | ---- |
| Bogenstraße 4 53° 19′ 45″ N, 9° 6′ 47″ O | Wohn-/Wirtschaftsgebäude | Zweiständer-Hallenhaus von 1718 in Fachwerk mit Satteldach, um 1960 erheblich verändert | 51930071 | BW   |
| Hauptstraße 5 53° 19′ 42″ N, 9° 7′ 1″ O  | Wohn-/Wirtschaftsgebäude | Zweiständer-Hallenhaus von 1859 in Fachwerk mit Satteldach                              | 31027356 | BW   |

## Rhadereistedt

### Einzelbaudenkmale
| Lage                                           | Bezeichnung              | Beschreibung | ID       | Bild |
| ---------------------------------------------- | ------------------------ | --- | -------- | ---- |
| Landesstraße 6 53° 18′ 43″ N, 9° 8′ 15″ O      | Wohn-/Wirtschaftsgebäude | wurde das Zweiständer-Hallenhaus von 1834 in Fachwerk mit reetgedeckten Krüppelwalmdach, Wohngiebel um 1900 massiv ersetzt | 31027307 | BW   |
| Hanstedter Straße 1 53° 18′ 31″ N, 9° 8′ 24″ O | Wohn-/Wirtschaftsgebäude | Zweiständer-Hallenhaus vom 19. Jahrhundert in Fachwerk mit reetgedeckten Krüppelwalmdach und Neidersachsengiebel           | 31027283 | BW   |

### Ehemaliges Baudenkmal
| Lage                                       | Bezeichnung              | Beschreibung | ID       | Bild |
| ------------------------------------------ | ------------------------ | --- | -------- | ---- |
| Landesstraße 40 53° 18′ 24″ N, 9° 8′ 45″ O | Wohn-/Wirtschaftsgebäude | Das kleine Zweiständer-Hallenhaus wurde Anfang des 19. Jahrhunderts als Häuslingshaus unter einem Walmdach errichtet. Das Gebäude wurde 1997 abgebrochen und dann aus dem Denkmalverzeichnis gestrichen. | 31027332 | BW   |